# Гексафторосиликат свинца(II)
Гексафторосиликат свинца(II) — неорганическое соединение,
соль свинца и кремнефтористоводородной кислоты
с формулой PbSiF6,
бесцветные кристаллы,
растворяется в воде,
образует кристаллогидраты.

## Получение
- Растворение оксида свинца(II) в кремнефтористоводородной кислоте:

{\displaystyle {\mathsf {PbO+H_{2}SiF_{6}\ {\xrightarrow {}}\ PbSiF_{6}+H_{2}O}}}

## Физические свойства
Гексафторосиликат свинца(II) образует бесцветные кристаллы.
Хорошо растворяется в воде.
Образует кристаллогидраты состава PbSiF6•n H2O, где n = 2 и 4 — бесцветные кристаллы.
Кристаллогидрат PbSiF6•2H2O образует кристаллы
моноклинной сингонии, пространственная группа C 2/c, параметры ячейки a = 1,7399 нм, b = 0,8148 нм, c = 1,6382 нм, β = 108,83°, Z = 16
.
Кристаллогидрат PbSiF6•4H2O образует кристаллы
моноклинной сингонии, пространственная группа P 21/c, параметры ячейки a = 0,7844 нм, b = 0,7996 нм, c = 1,2649 нм, β = 91,55°, Z = 4

## Применение
- Компонент электролита при электрохимической очистке свинца[2].